# Raphael Gualazzi
Raffaele Gualazzi (Urbino, Italia, 11 de noviembre de 1981), conocido artísticamente como Raphael Gualazzi, es un cantautor y pianista italiano de jazz. Ganador del Festival de la Canción de San Remo 2011 en su sección para nuevos artistas, fue elegido para representar a Italia en el Festival de Eurovisión 2011, donde obtuvo el segundo puesto.

## Carrera
En 2005, se publicó su primer álbum de estudio, titulado Love Outside the Window y distribuido por Edel Music.
En 2008, grabó una versión de "Georgia on My Mind" para el recopilatorio Piano Jazz, publicado en Francia por Wagram Music.
En septiembre de 2010 publicó un EP homónimo en Italia y Europa. El EP incluye una versión de la canción de Fleetwood Mac "Don't Stop" y tres canciones escritas por Gualazzi, entre ellas su primer sencillo, "Reality and Fantasy". Posteriormente se lanzó una versión de la canción remezclada por el DJ francés Gilles Peterson.
El 18 de febrero de 2011 ganó el Festival de la Canción de San Remo en la categoría de nuevos artistas (Giovani), el premio de la crítica "Mia Martini" para nuevos artistas y el premio de la "Sala Radio-Tv" con la canción escrita por él mismo "Follia d'amore". La canción está incluida en el segundo álbum de Gualazzi, Reality and Fantasy, publicado el 16 de febrero de 2011 por Sugar Music.
El 19 de febrero de 2011, Gualazzi fue elegido de entre los participantes en el Festival de San Remo 2011 para representar a Italia en el Festival de la Canción de Eurovisión 2011, que se celebraría en Düsseldorf, Alemania el 14 de mayo de 2011. Gualazzi fue el primer representante de Italia en el concurso en 14 años desde el Festival de la Canción de Eurovisión 1997. Consiguió el segundo puesto de entre 43 países con 189 puntos, 32 puntos por detrás de la canción ganadora, "Running Scared". Interpretó una versión bilingüe en inglés e italiano de su tema de jazz contemporáneo "Follia d'amore", titulada "Madness of love".
En 2013 participó de nuevo en el Festival de la Canción de San Remo, esta vez en la categoría de artistas consagrados (Campioni) con los temas "Sai (ci basta un sogno)" y "Senza ritegno". En la final celebrada el 16 de febrero, se clasificó en quinto lugar con "Sai (ci basta un sogno)". La participación coincidió, el 14 de febrero de 2013, con la publicación del álbum Happy Mistake.
En 2014 volvió a participar en la categoría Campioni de San Remo, esta vez conjuntamente con The Bloody Beetroots, con las canciones "Liberi o no" y "Tanto ci sei". En la final celebrada el 22 de febrero consiguieron alcanzar el segundo puesto con "Liberi o no".

## Discografía

### Álbumes de estudio
- Love Outside the Window (2005)
- Reality and Fantasy (2011)
- Happy Mistake (2013)
- Love Life Peace (2016)

### EP
- "Raphael Gualazzi" (2010)
- "Accidentally on Purpose - Sanremo's Festival 2014" - con The Bloody Beetroots (2014)

### Sencillos
- "Reality and Fantasy" (2010)
- "Follia d'amore" / "Madness of Love" (2011)
- "A Three Second Breath" (2011)
- "Calda estate (dove sei)" (2011)
- "Love goes down slow" (2011)
- "Sai (ci basta un sogno)" (2013)